# Rudolf Hirth du Frênes
Rudolf Hirth du Frênes (24 juillet 1846, Gräfentonna, près de Gotha - 1er mai 1916, Miltenberg) est un peintre allemand. Il est le frère de Friedrich Hirth, sinologue, et de Georg Hirth, journaliste créateur de la revue artistique et littéraire Jugend.

## Biographie
Le père de Rudolf Hirth du Frênes était notaire. Du Frênes est le nom de jeune fille de sa mère, nom qu'il prit pour un usage professionnel. À l'âge de quinze ans, il entre à l'académie des beaux-arts de Nuremberg où il étudie avec August von Kreling. Au bout de quatre ans, sur recommandation de ses professeurs, il intègre l'Académie des beaux-arts de Munich et devient l'élève de Hermann Anschütz. Il étudie ensuite avec Arthur von Ramberg avec qui il travaille jusqu'à sa mort en 1875.
Dans la classe de Ramberg, il rencontre Theodor Alt, Johann Sperl et Wilhelm Leibl. En 1869, ils partagent un atelier à Munich et forment le noyau d'un groupe d'artistes connu sous le nom de « Leibl-Kreis » (Cercle de Leibl).
Vers 1880, il entame un long voyage d'étude qui le conduit en Hollande, Belgique et France où il visite les principaux ateliers, galeries et musées. Au bout de cinq ans, il retourne en Allemagne pour s'établir à Dießen am Ammersee.
L'influence de Wilhelm Leibl sur son travail est réelle, même lorsque ce dernier était lui-même influencé par Gustave Courbet.
Rudolf Hirth du Frênes gagne sa vie surtout en peignant des portraits dont la qualité est reconnue. Il emménage vers la fin de sa vie à Miltenberg où il décède à l'âge de 70 ans. Nombre de ses œuvres sont exposées au musée municipal de Miltenberg.

## Galerie

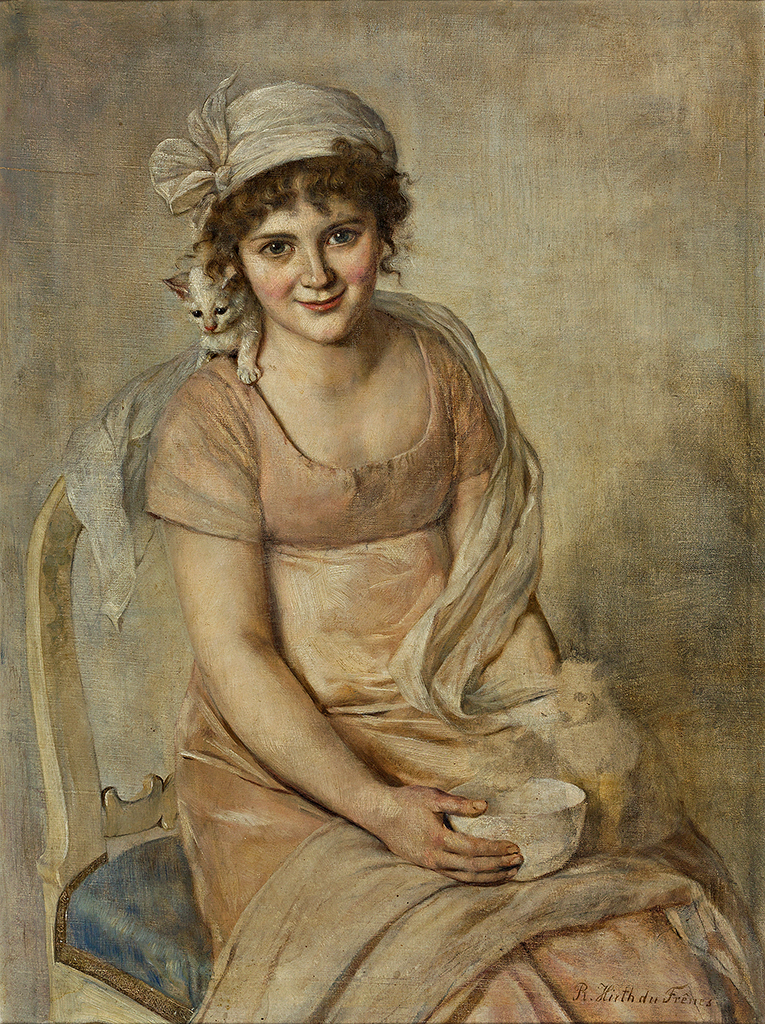
Portrait d'une jeune femme avec un chaton
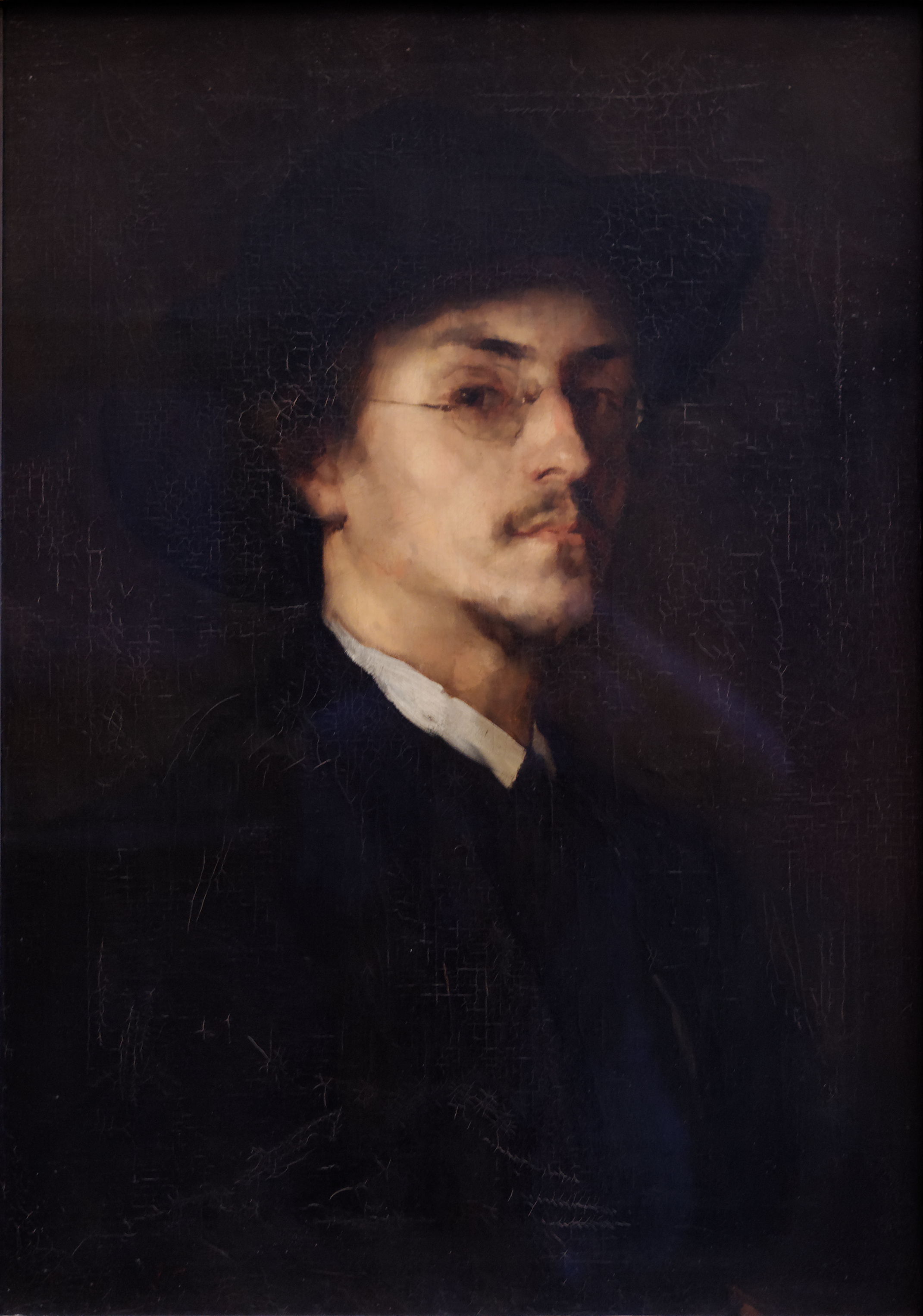
Portrait du peintre Carl Schuch
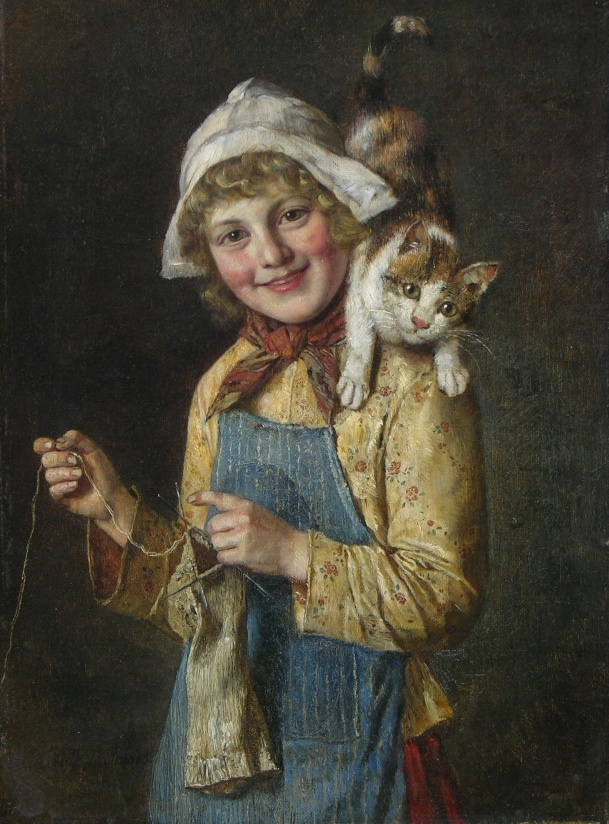
Jeunes amis